# Zofia Czartoryska
Zofia Czartoryska (15. října 1778 Varšava – 27. února 1837 Florencie) byla polská šlechtična a mecenáška, která byla ve své době považována za jednu z nejkrásnějších žen Evropy.

## Život
Narodila se ve Varšavě jako páté dítě hraběnky Izabely Czartoryske a knížete Adama Kazimíra Czartoryského. Je však pravděpodobné, že jejím biologickým otcem byl Franciszek Ksawery Branicki, který byl milencem její matky. V roce 1784 se s rodiči přestěhovala do Puław, kterým se přezdívalo polské Athény. Na vzdělání mladé princezny dohlížel mj. dramatik a básník Franciszek Dionizy Kniaźnin. Když bylo Zofii čtrnáct let, polský král Stanislav II. August Poniatowski ji označil za nejkrásnější mladou dámu ve Varšavě.

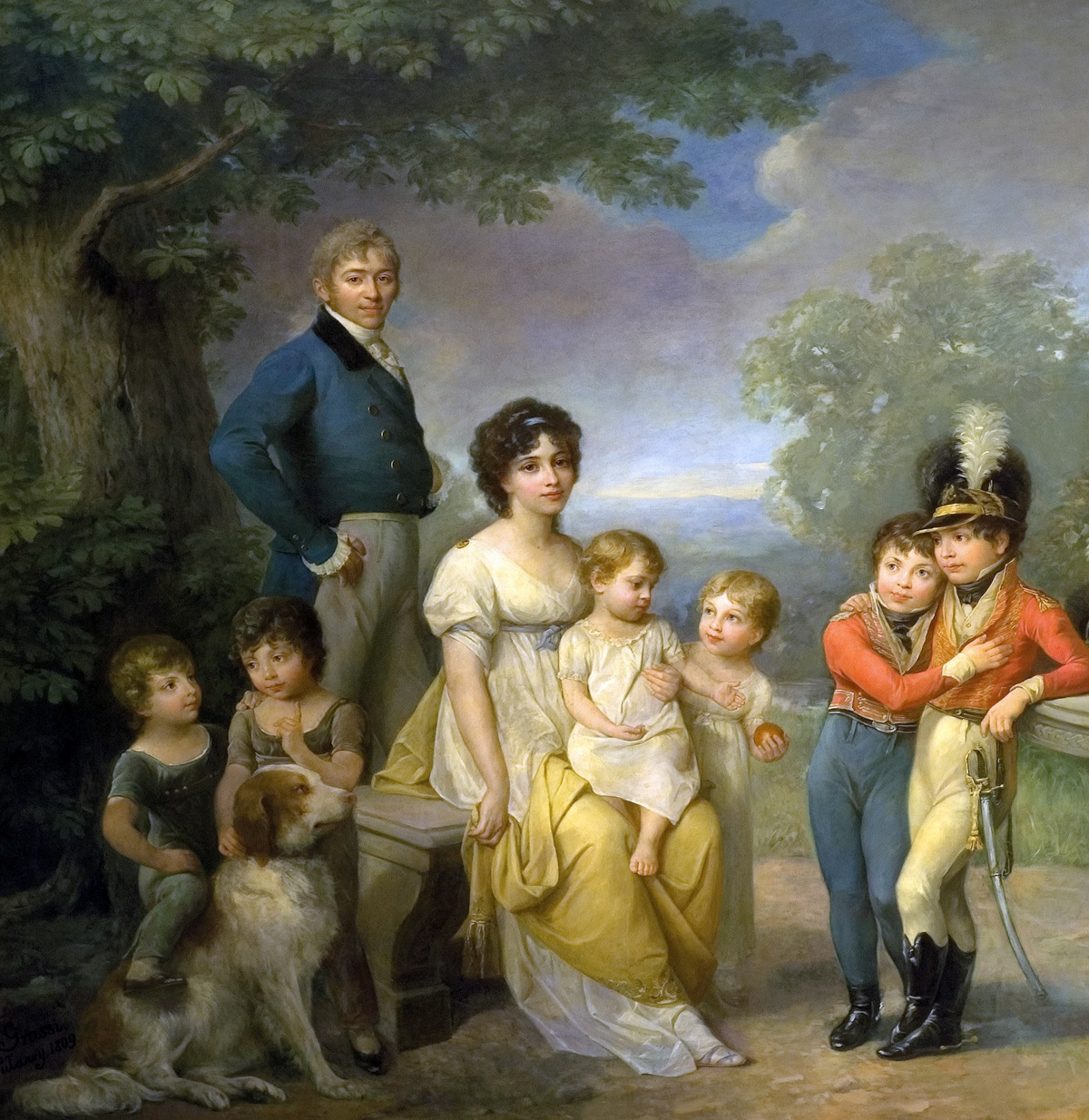
Zofia Zamoyska s manželem a dětmi

Provdala 20. května 1798 se provdala za hraběte Stanisława Kostku Zamoyskeho (1775–1856). Jakožto matka osmi synů synů a tří dcer bývala přezdívána jako „matka rodu Zamoyských".
- Konstanty (9. 4. 1799 Vídeň – 9. 1. 1866 Londýn), manž. 1827 Aniela Sapieha (4. 7. 1801 Vilnius – 2. 10. 1855 Krośniewice)[4]
- Andrzej Artur (2. 4. 1800 Vídeň – 29. 10. 1874 Krakov), manž. 1824 Róża Potocka (16. 6. 1802 Tulčyn – 27. 10. 1862 Varšava)[5]
- Jan (16. 2. 1802 Paříž – 5. 12. 1879 Tyczyn), manž. 1844 Anna Mycielska (25. 6. 1818 Paříž – 15. 12. 1859 tamtéž)[6]
- Władysław Stanisław (24. 3. 1803 Paříž – 11. 1. 1868 tamtéž), generál, manž. 1852 Jadwiga Działyńska (4. 7. 1831 Varšava – 4. 11. 1923 Kórnik)[7]
- Gryzelda (25. 9. 1804 Zamość – 11. 7. 1883 Poznaň), manž. 1825 Tytus Działyński (24. 12. 1796 Poznaň – 12. 4. 1861 tamtéž)[8]
- Jadwiga (9. 7. 1806 Podzamcze – 29. 3. 1890 Krasiczyn), manž. 1825 Leon Sapieha (18. 9. 1803 Varšava – 1. 9. 1878 Krasiczyn)[9]
- Artur (17. 5. 1808 Varšava – 2. 1. 1818 tamtéž)[10]
- Zdzisław (23. 1. 1810 Varšava – 13. 8. 1855 Vídeň), manž. 1834 Józefa Walicka (27. 3. 1808 Varšava – 20. 5. 1880 Krakov)[11]
- August (18. 11. 1811 Varšava – 23. 2. 1889 Bachórzec), manž. 1843 Elfryda Tyzenhauz (25. 4. 1825 – 26. 2. 1873 Varšava)[12]
- Elżbieta (19. 6. 1818 Vídeň – 5. 8. 1857 Sokołówka), manž. 1841 Zenon Brzozowski (12. 4. 1806 Sokołówka – 5. 4. 1887 Varšava)[13]
- Stanisław Andrzej Kostka (13. 8. 1820 Vídeň – 27. 6. 1889 Podzamcze), manž. 1851 Róża Marianna Potocka (31. 1. 1831 Tomašpil – 21. 4. 1890 Podzamcze)[14]

Kromě své mimořádná krásy byla Zofia proslulá i svou dobročinností. Ve Varšavě založila charitativní organizaci Warszawskie Towarzystwo Dobroczynności. Byla také jednou z prvních podporovatelek mladého Fryderyka Chopina.

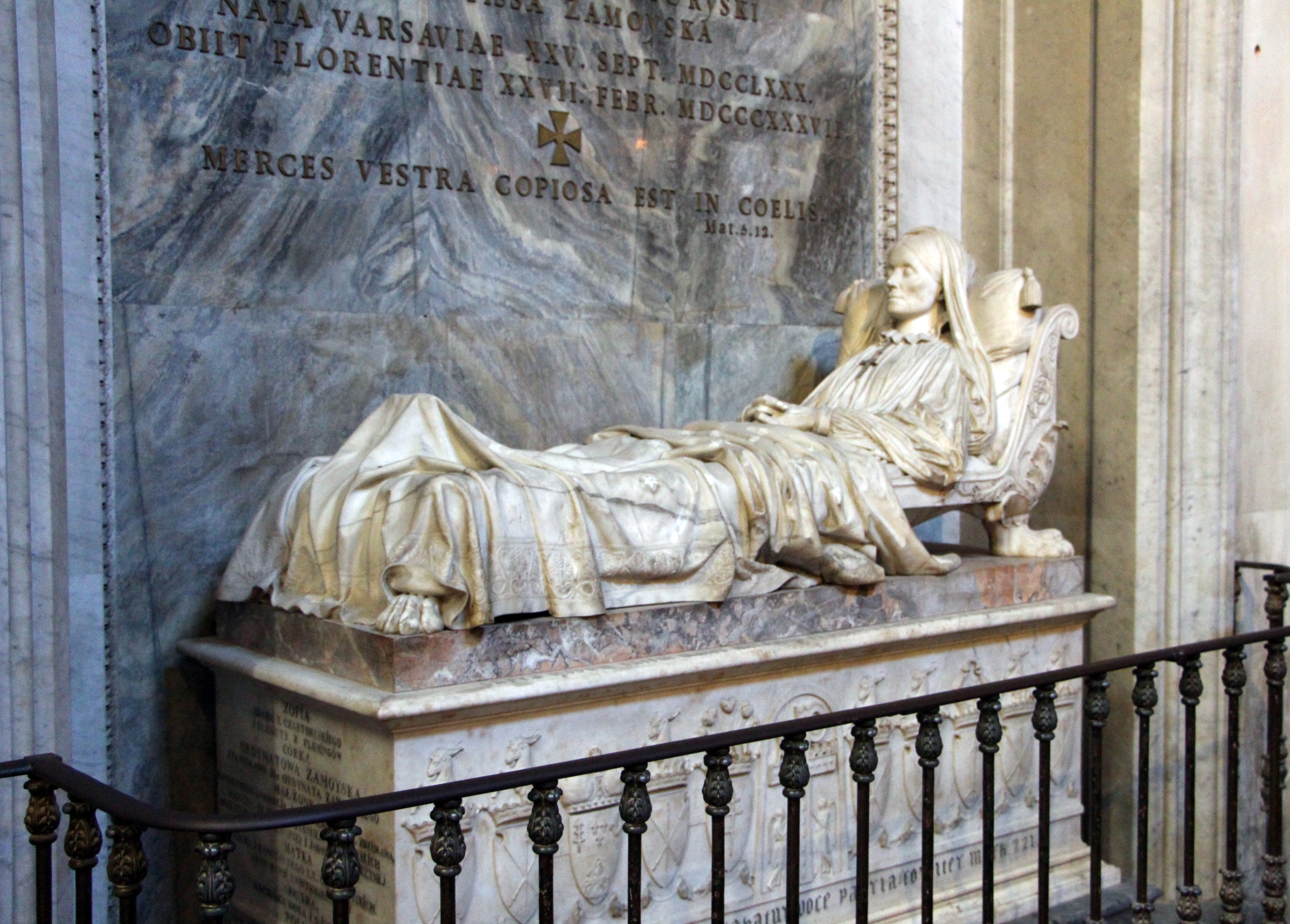
Náhrobek hraběnky Zofie Zamoyské v bazilice Santa Croce od Lorenzo Bartoliniho

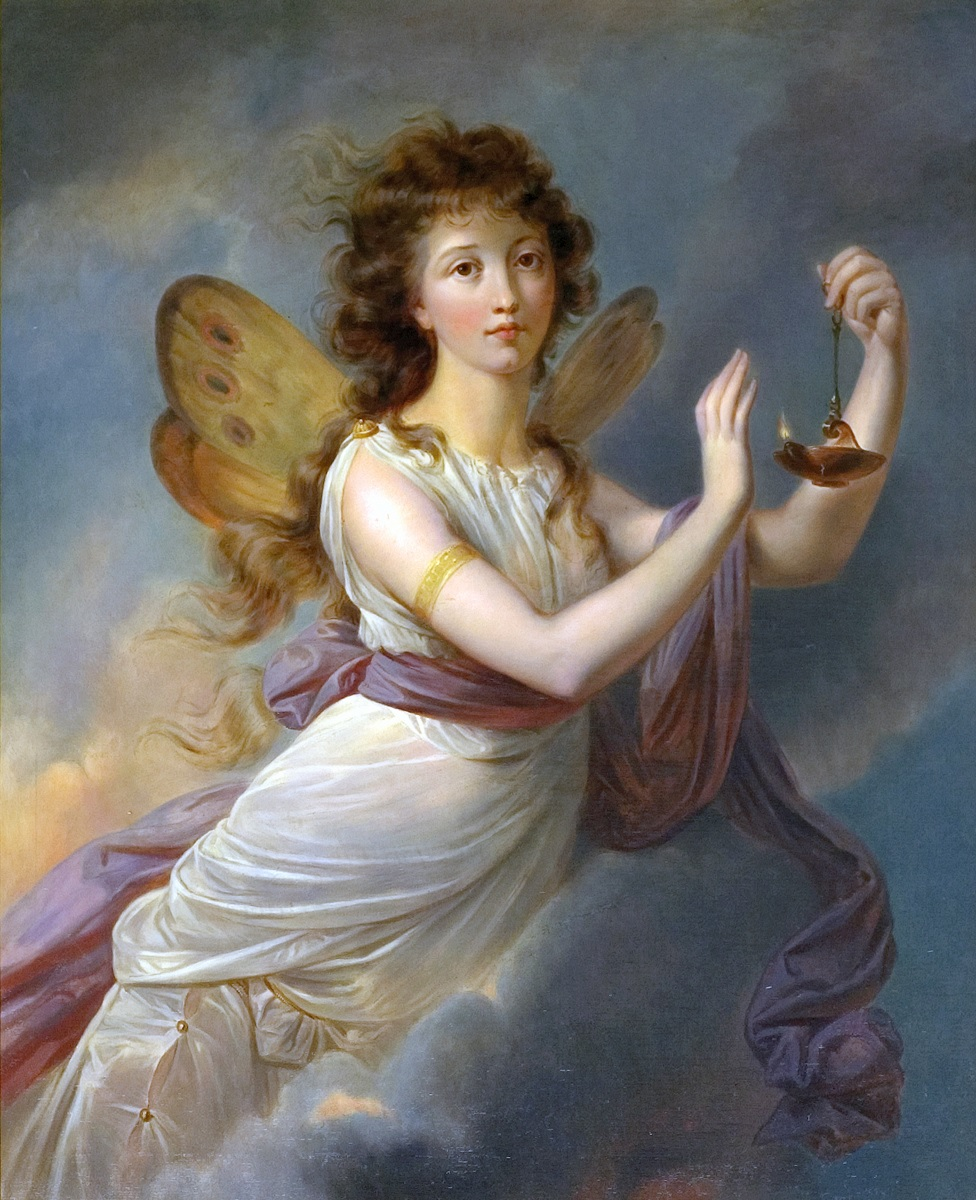
Zofia Czartoryska jako Psýché, (Wincenty de Lesseur, 1797)

V posledních letech života jí trápilo křehké zdraví. Zemřela ve Florencii na souchotiny ve věku osmapadesáti let. Byla pochována v bazilice Santa Croce.